# Östra Torps församling
Östra Torps församling var en församling i Lunds stift och i Trelleborgs kommun. Församlingen uppgick 2002 i Källstorps församling.

## Administrativ historik
Församlingen har medeltida ursprung.
Församlingen var till 1 maj 1932 moderförsamling i pastoratet Östra Torp och Lilla Isie. Från 1 maj 1932 till 1974 var församlingen annexförsamling i pastoratet Hemmesdynge, Södra Åby, Östra Torp och Lilla Isie som från 1962 även omfattade Äspö församling. Från 1974 till 2002 var den annexförsamling i pastoratet Källstorp, Lilla Beddinge, Östra Klagstorp, Tullstorp, Hemmesdynge, Södra Åby, Östra Torp, Lilla Isie och Äspö.  Församlingen uppgick 2002 i Källstorps församling.

## Kyrkor
- Östra Torps kyrka